# Alois Haberstock
Alois Haberstock ist ein ehemaliger deutscher Skispringer.

## Werdegang
Haberstock begann seine internationale Karriere bei der Vierschanzentournee 1959/60. Bereits im ersten Springen am 30. Dezember 1959 in Oberstdorf erreichte er mit Platz 12 einen Platz unter den besten 15 und somit innerhalb der Wertungspunkte. Es sollte zudem das beste Einzelergebnis bei der Vierschanzentournee in seiner Karriere werden. Am Ende der Tournee belegte er mit dem 14. Platz ebenfalls eine gute Platzierung in der Gesamtwertung. In der folgenden Saison erreichte er nach einem 45. Platz in Oberstdorf, einem 51. Platz in Innsbruck und einem 36. Platz in Bischofshofen am Ende den 54. Platz in der Gesamtwertung der Tournee. Bei der Vierschanzentournee 1961/62 konnte er seine Leistungen wieder steigern, konnte aber erneut keine Platzierung unter den besten zwanzig erreichen. Am Ende belegte er den 31. Platz in der Tournee-Gesamtwertung. Nach zwei weiteren Tourneen ohne vordere Platzierungen beendete er 1964 seine aktive Skisprungkarriere.
Heute betreibt Haberstock in Ofterschwang ein Ferienhaus.